# Witold Mackiewicz
Witold Mackiewicz (ur. 14 maja 1913 w Dąbrowie, woj. wileńskie, zm. wiosną 1940 w Charkowie) – polski leśnik, podporucznik rezerwy piechoty Wojska Polskiego, ofiara zbrodni katyńskiej.

## Życiorys
Syn Szymona i Heleny z domu Łosiew. Miał rodzeństwo: Mieczysław, Wanda, Czesław, Henryk, Józef (ponadto żył z nimi Jan Rutkowski, syn zmarłej siostry ojca, Julii). Rodzinny majątek Mackiewiczów znajdował się w Dobrzyniu na Wileńszczyźnie.
Witold Mackiewicz ukończył studia na Wydziale Leśnym Szkoły Głównej Gospodarstwa Wiejskiego w Warszawie. Po ukończeniu studiów został zatrudniony w nadleśnictwie w Rogówie.
W 1934 został powołany do 1 Pułku Piechoty Legionów. Ukończył dywizyjny kurs podchorążych rezerwy piechoty przy 5 Pułku Piechoty Legionów. Od 1935 był w rezerwie. W 1936 i na przełomie 1937/1938 odbył ćwiczenia rezerwistów w 1 Pułku Piechoty na stanowisku dowódcy plutonu ckm. Został awansowany do stopnia podporucznika w Korpusie Oficerów Piechoty ze starszeństwem z 1 stycznia 1938 i zweryfikowany z lokatą 282.
Wobec zagrożenia konfliktem zbrojnym, w 1939 został zmobilizowany, a po wybuchu II wojny światowej w okresie kampanii wrześniowej służył w szeregach 206 Pułku Piechoty na stanowisku dowódcy plutonu w 6 kompanii. Po agresji ZSRR na Polskę z 17 września 1939 i wkroczeniu do Lwowa, dostał się do niewoli sowieckiej. Był przetrzymywany w obozie w Starobielsku. Stamtąd nadsyłał korespondencję do bliskich. Wiosną 1940 wraz z innymi jeńcami został przewieziony do Charkowa i rozstrzelany przez funkcjonariuszy Obwodowego Zarządu NKWD w Charkowie oraz pracowników NKWD przybyłych z Moskwy na mocy decyzji Biura Politycznego KC WKP(b) z 5 marca 1940. Pogrzebano go potajemnie w mogile zbiorowej w Piatichatkach, gdzie od 17 czerwca 2000 mieści się oficjalnie Cmentarz Ofiar Totalitaryzmu w Charkowie. Figuruje na Liście Starobielskiej NKWD pod pozycją 2123.

### Życie prywatne
Jego narzeczoną była o trzy lata młodsza Maria Walczakowska (od 1944 po mężu Ostrowska). Jeden z jego braci walczył w szeregach II Korpusu gen. Władysława Andersa pod Monte Cassino, drugi – Mieczysław – został także aresztowany przez sowietów w 1939, lecz następnie zwolniony z obozu w Ostaszkowie z uwagi na zbyt niski stopień wojskowy). Trzeci brat, Czesław (1910–1976), ps. Szczygieł, był żołnierzem Organizacji Wojskowej Wilki, Okręgu Wilno Armii Krajowej oraz ojcem płka dra inż. Konrada Mackiewicza i Marii Kaczyńskiej, która jako żona urzędującego od 2005 prezydenta RP Lecha Kaczyńskiego była pierwszą damą Rzeczypospolitej Polskiej. 10 kwietnia 2010 wraz z mężem i innymi osobami zginęła ona w katastrofie wojskowego samolotu Tu-154M w Smoleńsku w drodze na obchody 70. rocznicy zbrodni katyńskiej.

## Upamiętnienie
5 października 2007 minister obrony narodowej Aleksander Szczygło mianował go pośmiertnie na stopień porucznika. Awans został ogłoszony 10 listopada 2007 w Warszawie, w trakcie uroczystości „Katyń Pamiętamy – Uczcijmy Pamięć Bohaterów”.
24 września 2010 na terenie Nadleśnictwa Ostrów Mazowiecka w Broku posadzono cztery Dęby Pamięci dla upamiętnienia leśników zamordowanych w Katyniu i w Charkowie, m.in. jeden z nich honorował Witolda Mackiewicza.